# Eusebi de Cesarea
Eusebi de Cesarea (grec: Ευσέβιος ο Καισαρείας)  (Cesarea de Palestina, c. 265 - Cesarea de Palestina, c. 340) va ser un historiador grec del cristianisme, exegeta i polemista cristià. Al voltant de l'any 314 dC va esdevenir bisbe de Cesarea Marítima de la província romana de Palestina. Juntament amb Pàmfil, prevere de Cesarea, va ser un erudit del cànon bíblic i és considerat un dels cristians més erudits durant l'antiguitat tardana.
Tres esdeveniments van configurar profundament la vida i l'activitat d'Eusebi: la trobada amb Pàmfil, la tolerància al cristianisme i el creixent mecenatge imperial de l'Església després de la victòria de Constantí a la batalla del Pont Milvi el 312, així com la seva trobada amb l'emperador Constantí.

## Biografia

### Primers anys
Va néixer a Cesarea de Palestina o un lloc proper entre 260 i 265, cap al final del regnat de l'emperador Gal·liè. Va estudiar tota la seva joventut, sent deixeble de Doroteu de Tir d'Antioquia, que li ensenyà les teories exegètiques. Es traslladà a Cesarea per ajudar el bisbe Agapi, que el va ordenar prevere. Vivint en aquella ciutat, va començar a estudiar la Bíblia i, en la dècada de 280, quan Pàmfil de Beritos va arribar a Cesarea, van intentar reesciure la Septuaginta científicament, basant-se en textos d'Orígenes.
A la dècada de 290 va començar a treballar en la seva obra més important, la Història eclesiàstica, una història narrativa de l'Església i de la comunitat cristiana des de l'època apostòlica fins a l'època d'Eusebi, i al mateix temps, va treballar en la seva Crònica, un calendari universal d'esdeveniments des de la Creació fins a l'època d'Eusebi. El 296 va veure Dioclecià i Constantí I el Gran, de visita a Palestina. Va completar les primeres edicions de la Història i Crònica eclesiàstiques abans del 300, i abans del 303 ja era l'estudiós que més es dedicava a l'estudi de la Bíblia
El 307, Pàmfil fou empresonat en virtut de les disposicions de l'Edicte de Dioclecià del 303, però Eusebi continuà la feina de Pàmfil i va cuidar el bisbe amb dedicació durant dos anys, al final dels quals Pàmfil va patir el martiri. Va fugir a Tir, on fou ben rebut pel bisbe Paulí, i després a Egipte, on fou perseguit i va acabar empresonat. Després del seu alliberament va tornar a Cesarea.

### Bisbe de Cesarea
Cap al 313 va succeir Agapi de Cesarea com a bisbe de Cesarea de Palestina. En aquells temps va començar a propagar-se l'arrianisme i Arri, que havia estat excomunicat per Alexandre d'Alexandria va demanar-li protecció, i un concili episcopal el va exculpar. El creixement generalitzat d de l'arrianisme i la reacció a l'església establerta, va provocar que Constantí I el Gran escrivís una carta als partits implicats que demanava el retorn de la unitat a l'església que acabessin amb la disputa. Convocat el primer Concili de Nicea, Eusebi va llegir el panegíric a l'emperador Constantí i es va asseure a la seva dreta, es mostrà moderat amb l'arrianisme i va presentar el seu credo però finalment acceptà Credo de Nicea antiarrià. Es va mantenir però proper a les tesis d'Arri i en contra del dogmatisme manifestat per Sant Atanasi d'Alexandria, i era íntim amic i partidari d'Eusebi de Nicomèdia, bisbe de Beirut i també defensor d'Arri.
Les opinions teològiques d'Arri, que van ensenyar la subordinació del Fill al Pare, van continuar sent controvertides. Eustaci d'Antioquia es va oposar fermament a la creixent influència de la teologia d'Orígenes, com a arrel de l'arrianisme. A Eusebi, un admirador d'Orígenes, Eustaci va retreure que es desviés de la fe nicena.
Es guanyà el favor de l'emperador Constantí I el Gran, que l'autoritzà a presidir el Concili de Tir en 335, en què es va deposar Atanasi d'Alexandria. Eusebi va conservar l'amistat de l'emperador fins a la seva mort. Li fou ofert el patriarcat d'Antioquia a la mort d'Eustaci, però va rebutjar el càrrec. Morí, profundament respectat, el 339.

## Biblioteca d'Eusebi
Des del 190 es te constància d'un arxiu a Cesarea de Palestina on es preservaven les escriptures i documentacions eclesiàstiques, i és Orígenes qui funda la biblioteca durant el bisbat de Theoctistus de Caesarea amb una col·lecció de texts cristians i jueus, i literatura grega, especialment treballs filosòfics i històrics, que havia anat recopilant, i que van servir per donar suport als seus ensenyaments bíblics, va sobreviure per donar eines a Eusebi per als seus ensenyaments. No queden evidencies físiques de la biblioteca de Cesarea, ni cap catàleg de la col·lecció,, de la que es coneixen, per les referències usades en els seus treballs, 288 obres i es creu que podia haver arribat a 400 llibres. La biblioteca es creu que no va sobreviure a la conquesta de Cesarea pels àrabs en 640.

## Obres
De l'extensa activitat literària d'Eusebi, s'ha conservat una porció relativament gran. Tot i que es va sospitar que era arrià, l'obra d'Eusebi s'havia fet indispensable pel seu mètode, amb extractes exhaustius i acurats de fonts primàries van estalviar als seus successors el treball minuciós d'investigació original. Per tant, s'ha conservat molt, citat per Eusebi, que d'altra manera s'hauria perdut.
Les produccions literàries d'Eusebi reflexionen sobre el curs de la seva vida. Al principi, es va ocupar d'obres de crítica bíblica sota la influència de Pàmfil de Beritos i probablement de Doroteu de Tir de l'Escola d'Antioquia. Després, les persecucions de Dioclecià i Galeri van dirigir la seva atenció cap als màrtirs del seu propi temps i del passat, i això el va portar a la història de tota l'Església i finalment a la història del món, que, per a ell, era només un preparació per a la història eclesiàstica.
Després va seguir el moment de les controvèrsies arrianes, i les qüestions dogmàtiques van entrar en primer pla. El cristianisme va trobar finalment el reconeixement per part de l'Estat; i això va comportar nous problemes: s'havien de preparar disculpes d'un altre tipus. Finalment, Eusebi va escriure elogis en lloança a Constantí. A tota aquesta activitat cal afegir nombrosos escrits de caràcter divers, adreces, cartes i similars, i treballs exegètics que es van estendre al llarg de tota la seva vida i que inclouen tant comentaris com un important tractat sobre la ubicació dels topònims bíblics i les distàncies entre aquestes ciutats.
- Arran de les persecucions de Dioclecià i Galeri, se centrà en les biografies de màrtirs cristians.
- Amb la controvèrsia de l'arrianisme, escrigué sobre qüestions dogmàtiques.
- Quan el cristianisme esdevé religió oficial de l'Imperi Romà, es dedica a escriure pamflets per a l'emperador.

Les seves grans obres són:

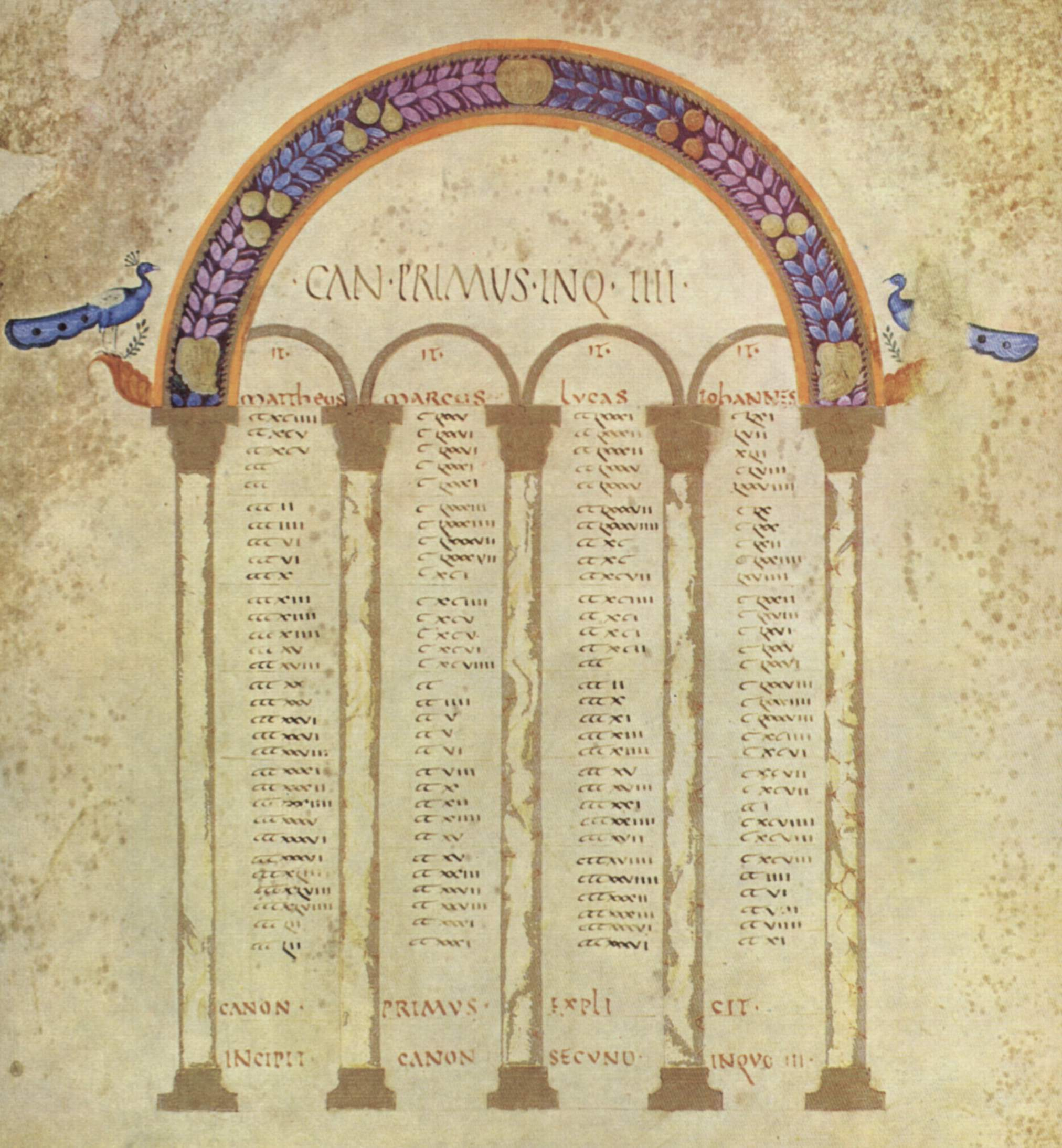
Índex dels Evangelis segons Eusebi de Cesarea

- χρονικὰ παντοδαπῆς ἱστορίας Chronica Pantodapes historias (en català Crònica), dividit en dos llibres:[17]
  - χρονογραφία Chronographia (en català Annals), on parla de diversos pobles antics, com els caldeus, els hebreus, els medes i els perses. Es basa en textos de Sext Juli Africà.
  - Chronikoi kanones (χρονικὰπαντοδαπῆς ἱστορίας), en català Cànons cronològics, en llatí Chronicons, un catàleg de governants des de l'època d'Abraham.
- Història de l'Església (ἐκκλησιαστικὴ ἱστορία) en deu llibres. L'obra es va acabar en vida de Flavi Juli Crisp abans del 326.
  - Llibre I: introducció detallada sobre Jesucrist.
  - Llibre II: la història de l'època apostòlica, des de la Caiguda de Jerusalem fins a Titus.
  - Llibre III: l'època després de Trajà.
  - Llibre IV i V: el segle ii.
  - Llibre VI: el període de Septimi Sever a Deci.
  - Llibre VII i VIII: historial de les persecucions de Dioclecià.
  - Llibre IX: Història de la victòria de Constantí I el Gran sobre Maxenci a l'occident i sobre Maximí a l'orient.
  - Llibre X: El restabliment de les congregacions i la rebel·lió i conquesta de Licini I.

on s'ocupa de:
- - la successió dels bisbes en els sínodes principals
  - la història dels doctors de l'Església
  - la història de les heretgies
  - la història dels jueus
  - les relacions amb els pagans
  - els màrtirs.

Altres obres
- Epístola a Esmirna sobre el martiri de Policarp d'Esmirna.
- Martiri de Sant Pioni.
- Martiri de Sant Carp, de Sant Pàpil i Santa Agatònica.
- Martirologi de Viena i Lió (França).
- Martiri d'Apol·loni de Roma.
- Màrtirs de Palestina en llatí De Martyribus Palaestinae (περὶ τῶν ἐν Παλαιστιίνη μαρτυρησάντων), un relat de les persecucions de Dioclecià i Maximí entre el 303 i el 310.
- Vida de Constantí o De Vita Constantini, (εἰς τὸν Βιὸν τοῦ μακαριου Κωνσταντινου Βασιλέως λόγοι τέσσαρες), un panegíric més que una biografia.
- Contra Hierocles (πρὸς τὰ ὑπ Φιλοστράτου εἰς Ἀπολλώνιον τὀν Τυανέα διὰ τὴν Ἱεροκλεῖ παραληφθεῖσαν αντοῦ τε καὶ τοῦ Χριστου σὑγκρισιν). Hierocles havia aconsellat a Dioclecià que comencés la persecució dels cristians i havia escrit un llibre on comparava Jesucrist amb Apol·loni de Tíana.
- Contra Marcellus (κατὰ Μαρκέλλου). Marcellus fou bisbe d'Ancira condemnat per sabel·lianisme el 336
- Apologia d'Orígenes.
- Discurs d'amor a la veritat.
- Praeparatio evangelica o (εὐαγγελικης ἀποδείξεως ποροπαπασκεύη) (en català, Preparació Evangèlica). Una obra en quinze llibres que recull escrits d'autors antics per demostrar que la intel·ligència estaria preparada per rebre els evangelis.
- Demonstratio evangelica (εὐαγγελικγἠ ἀποδειξις) (en català Demostració Evangèlica). En vint llibres dels que se'n conserven deu. Una continuació de l'obra anterior que recull evidències de l'Antic Testament i dirigida principalment als jueus.
- Eklogai prophetikai (en català Extractes profètics).
- Peri theophaneias (en català De la manifestació divina).
- De la Teologia de l'Església o De Ecclesiastica Theologia (περὶ τῆς ἐκκλησιαστικῆς Θεολογίας, τῶν πρὸς Μάρκελλον ἐλἐγχων Βίξλια). Una continuació de Contra Marcellus.
- Sobre les diferències dels Evangelis.
- Sobre els noms dels llocs a les Sagrades Escriptures o Onomasticon de Locis Hebraicis (περὶ τῶν τοπικῶν ὀνομάτων ἐν τῆ θεία. γραφἧ).
- Sermó per a Tir.
- Discurs del trentè aniversari del regnat de Constantí I (336).[18]